# Kinderboekenambassadeur
De Kinderboekenambassadeur is een vertegenwoordiger die het belang van (voor)lezen in Nederland onder de aandacht bij een breed publiek brengt, en de promotie van kinder- en jeugdboeken een herkenbaar gezicht geeft.

## Achtergrond
Vanaf 2013 wijst Stichting Lezen en het Nederlands Letterenfonds in samenwerking met De Schrijverscentrale en Stichting CPNB elke twee jaar een bekende kinderboekenschrijver. Vanaf 10 juni 2018 heeft de Kinderboekenambassadeur een speciale 'ambassade' in het Kinderboekenmuseum in Den Haag. 
Kinderboekenschrijver Manon Sikkel is vanaf 2019 Kinderboekenambassadeur. Zij is de vijfde Kinderboekenambassadeur van Nederland. Eerder waren dat Jacques Vriens (2013–2015), Jan Paul Schutten (2015–2017) en het koppel Monique en Hans Hagen (2017–2019). Het kinderboekenambassadeurschap van Sikkel is in 2021 met een jaar verlengd in verband met de langdurige sluiting van bibliotheken en basisscholen.
Illustrator Martijn van der Linden was sinds april 2022 de zesde Kinderboekenambassadeur. Hij werd ingehuldigd op het congres Lezen Centraal in Utrecht. Hij wilde zich tijdens zijn ambassadeurschap o.a. inzetten om kwalitatieve illustratoren en hun werk extra aandacht te geven en lezers en professionals beter te leren kijken. 
Kinderboekenschrijver Rian Visser is Kinderboekenambassadeur in de periode 2024-2026. Haar focus ligt tijdens haar ambassadeurschap bij het bevorderen van lezen en voorlezen in het algemeen. 